# Tour UP-site
La Tour UP-site (inicialmente Tour Premium) es un rascacielos residencial en la zona del canal de Bruselas, la capital de Bélgica. Con 42 pisos y una altura de 143 metros, es la tercera más alta a escala nacional. Es a su vez el edificio residencial más alto de todo el país.

## Descripción
La construcción comenzó en 2010 y terminó en 2014. El desarrollador interrumpió más tarde su colaboración con el arquitecto David Chipperfield y luego trabajó con Yves Lion y Michel Verliefden. La obra fue en última diseña por el estudio A2RC Architects.
Hay un restaurante en la planta baja y un centro de masajes spa en la tercera planta. En el piso 42, que es el último de la torre, hay una plataforma de observación que solo e accesible para los residentes y los visitantes del restaurante.

## Galería de fotos

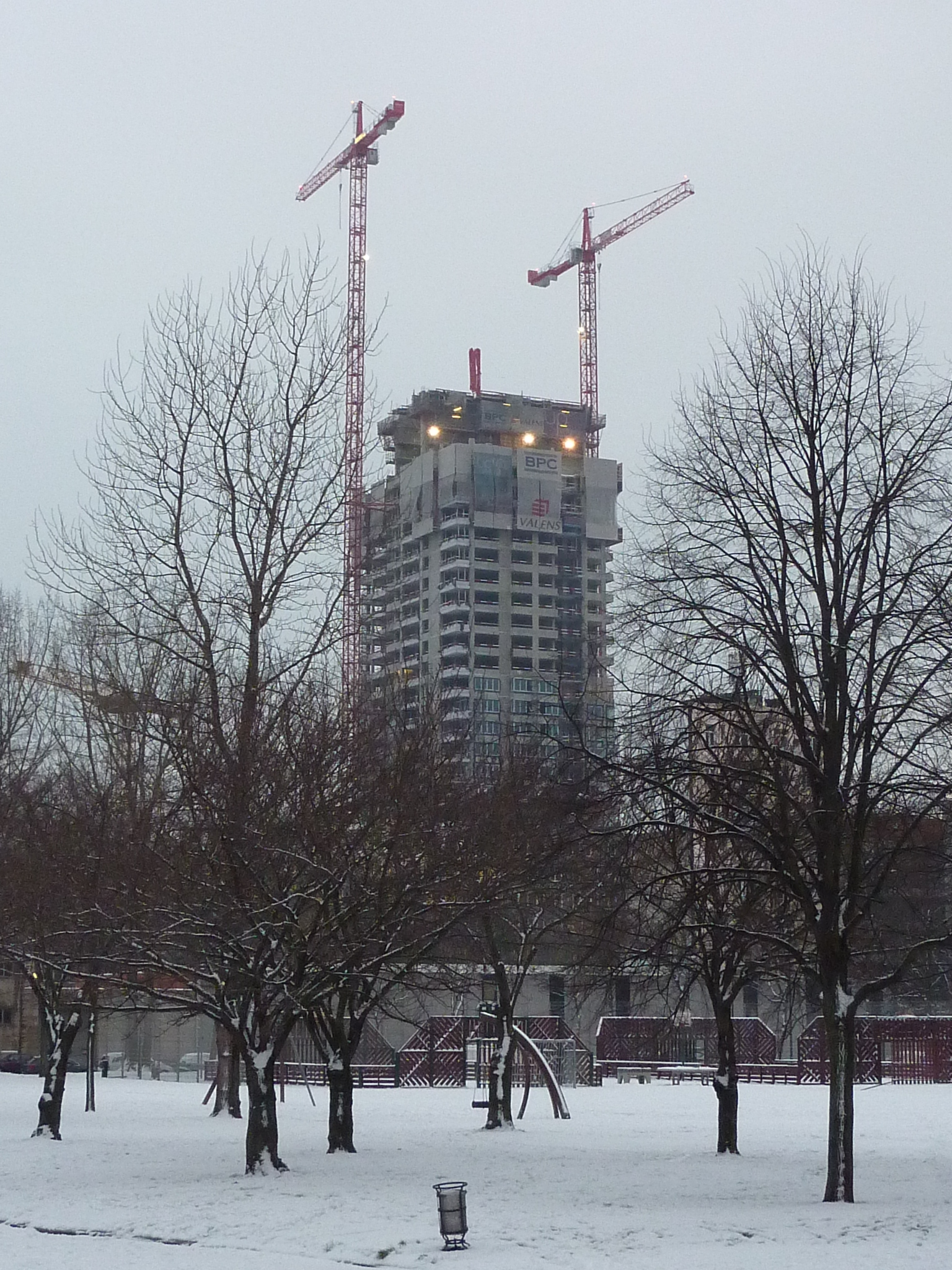
La torre en enero de 2013
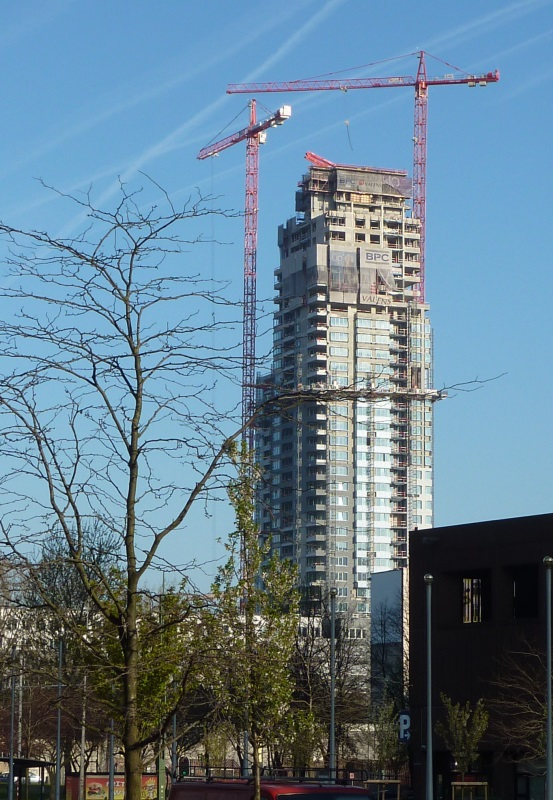
La torre en abril de 2013
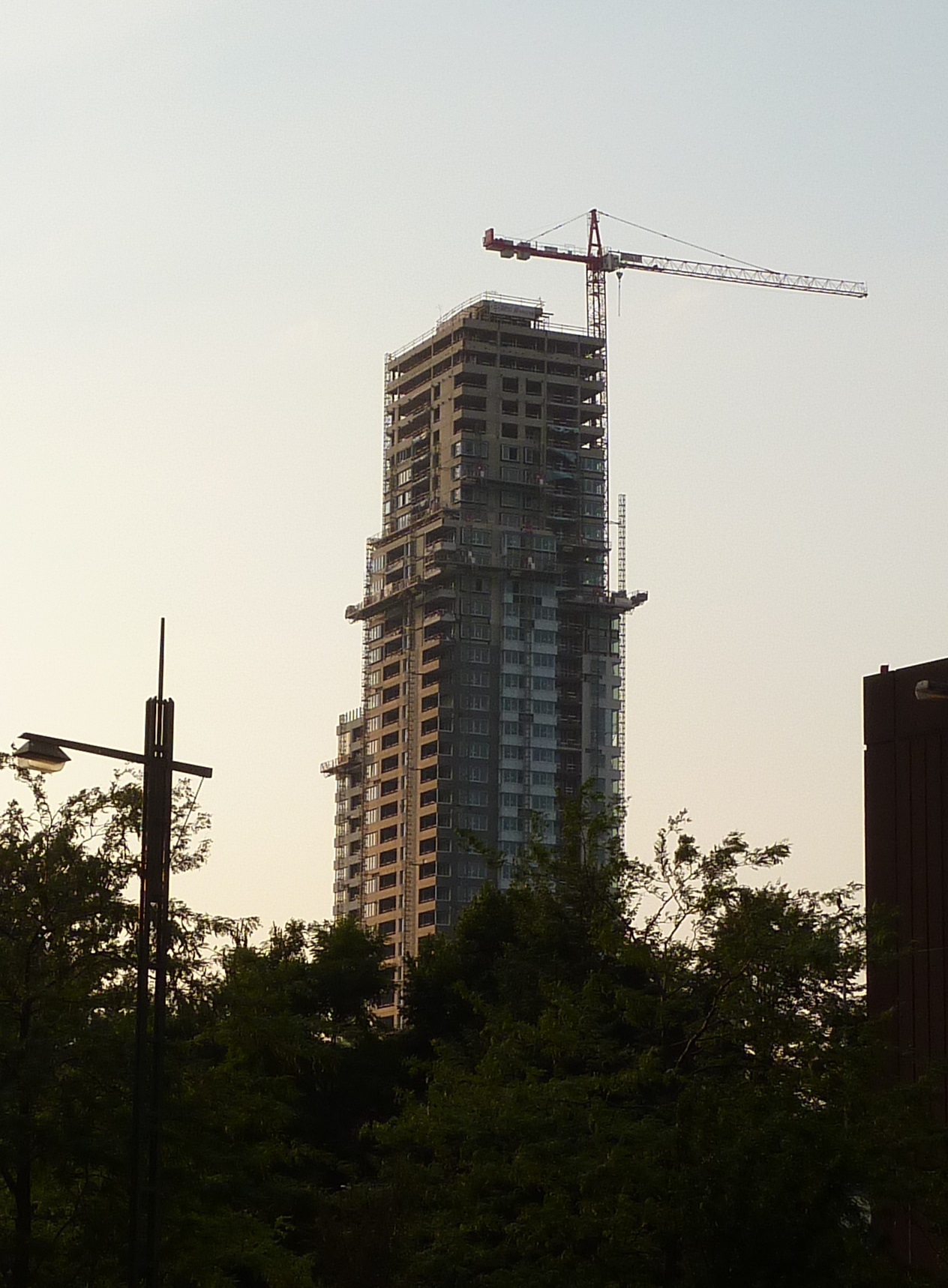
La torre en agosto de 2013
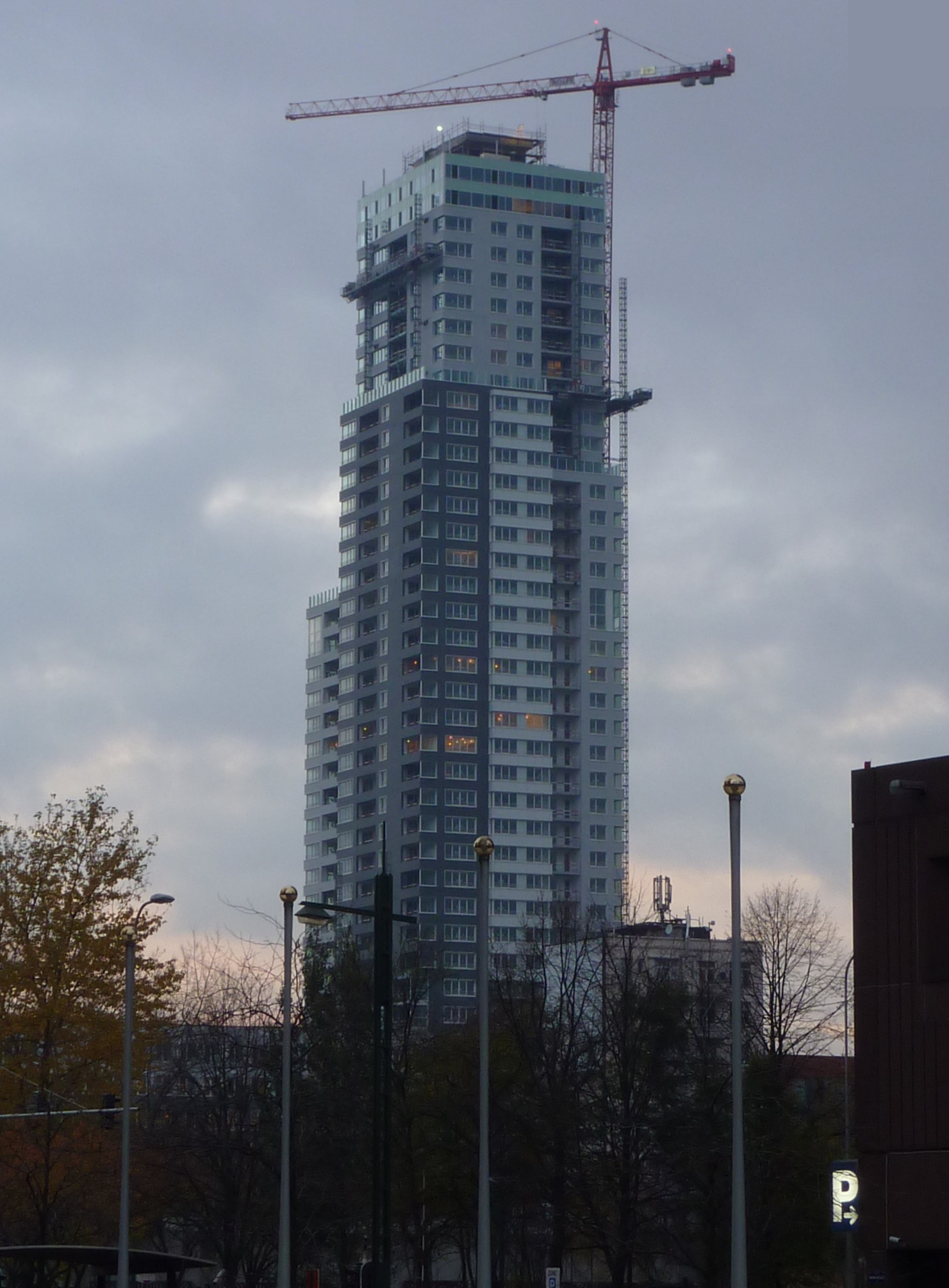
La torre en noviembre de 2013
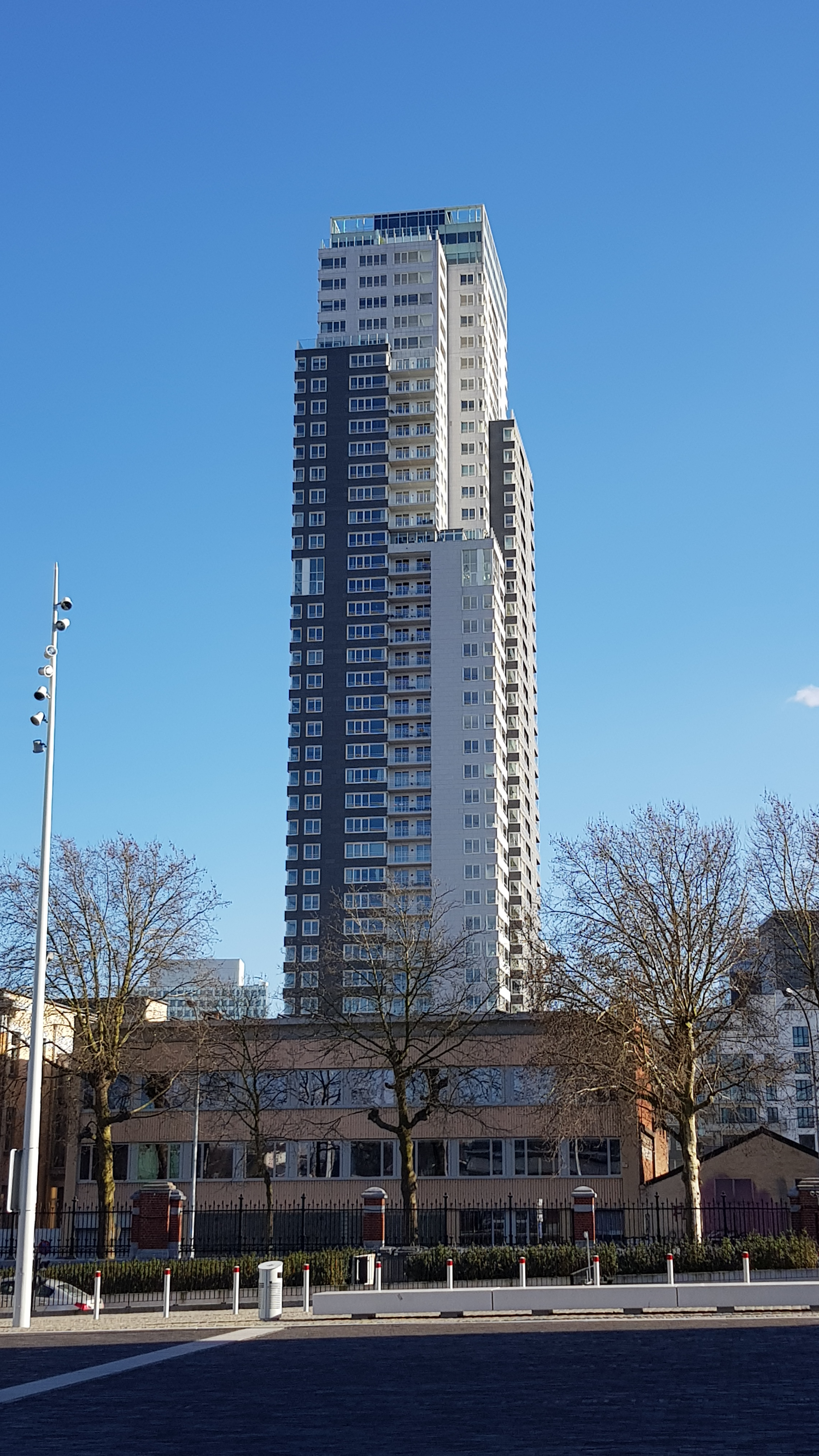
La torre en febrero de 2018